# Mo Anthoine
Julian Vincent "Mo" Anthoine (Kidderminster, 1 de agosto de 1939 – 12 de agosto de 1989) fue un montañero británico quien hizo muchas escaladas por el Himalaya en los setenta y ochenta.
Dejó la escuela del rey Carlos I a la edad de 16 años para convertirse en un empleado que está haciendo prácticas de gerencia en la industria de las alfombras. Estaba en un curso de Outward Bound como parte de su formación administrativa cuando tuvo su primera experiencia montañera, y poco después dejó la industria de las alfombras para trabajar en el centro Outdoor Pursuits de Ogwen Cottage en Snowdonia. Siendo veinteañera viajó extensamente, haciendo autoestop por toda Europa, Asia y Australia desde 1961 hasta 1963, pagándose el viaje trabajando en una mina de asbesto en Australia y haciendo contrabando de turquesas en Pakistán. A su regreso al Reino Unido, tuvo un período formándose y trabajando como profesor en Inglaterra, antes de establecerse en Gales del Norte en 1968 y empezando un negocio elaborando cascos para escalada.
Anthoine fue un escalador en roca con buena técnica e hizo una serie de primeros ascensos en el Norte de Gales, la más conocida de las cuales fue The Groove en Llech Ddu, un risco en el lado septentrional de Carnedd Dafydd. Sin embargo, se le recuerda sobre todo por su práctica del montañismo. En los Alpes se vio implicado en una lucha de seis días en plena tormenta cerca de la cumbre del Mont Blanc que mató a siete escaladores, convenciendo a otros para sobrevivir.
En los años setenta y ochenta, emprendió una serie de expediciones en el Himalaya. En 1976 hizo su primer ascenso de la Torre Trango con Joe Brown. Dos años después en The Ogre, él y Clive Rowland salvaron las vidas de Doug Scott (quien se habría roto las dos piernas) y Chris Bonington (quien se había roto varias costillas) en un penoso descenso de siete días desde cerca de lo alto de la montaña. El incidente atrajo considerable atención de los medios de comunicación, pero Anthoine, un hombre modesto, se quedó satisfecho permaneciendo en segundo plano y no llevarse ningún crédito.

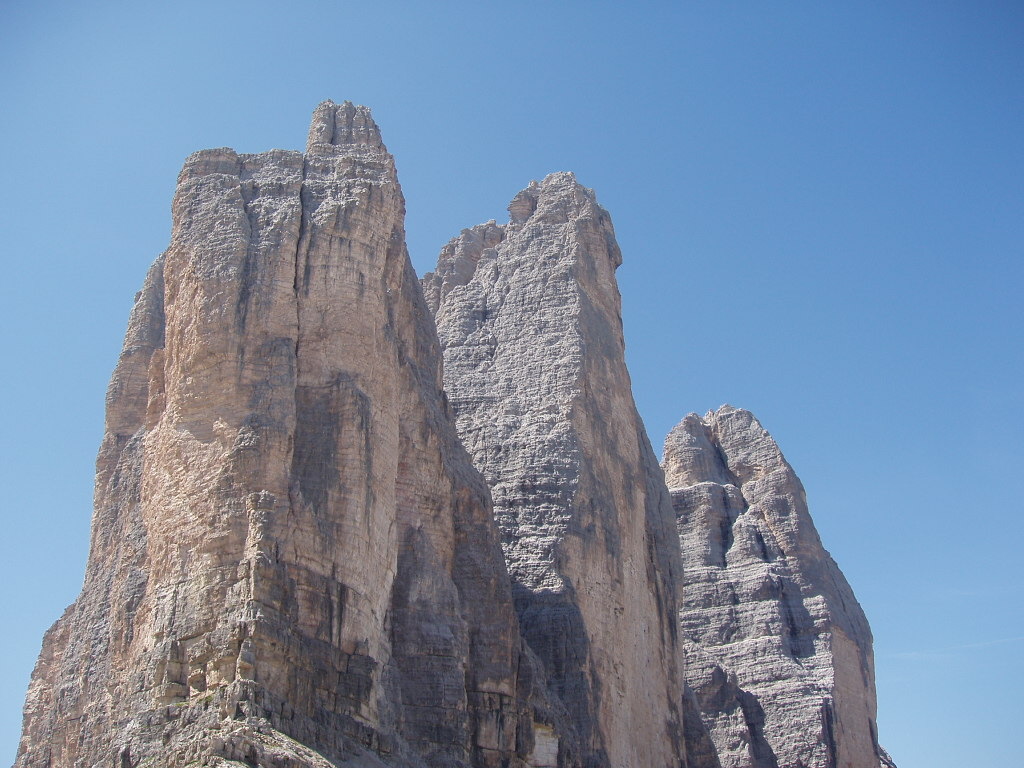
Las Tres Cimas de Lavaredo. Anthoine y Alvarez hicieron vivac un tercio del camino de la cara norte del pico central, la Cima Grande.

Mo Anthoine pudo haber sido una figura relativamente desconocida fuera de los círculos montañeros si no fuera por su amistad con el escritor y ocasional escalador Al Alvarez. Probablemente salvó la vida de Alvarez en los Dolomitas en 1964. Ascendiendo la cara norte, de 600 metros, de la Cima Grande de Lavaredo, la pareja se vio atrapado en una tormenta de nieve en la saliente pared y se vieron obligados a pasar la noche en una pequeña cornisa con ropas mojadas en condiciones de congelación. Alvarez estaba convencido de que se congelarían hasta la muerte, pero Anthoine permaneció tranquilo y mantuvo el ánimo, aporreando Alvarez toda la noche para mantenerlo despierto y manteniendo su circulación en marcha. Al final, ambos hombres sobrevivieron con pequeñas congelaciones. Alvarez escribió un relato de ficción del incidente para The New Yorker en 1971, seguidos de una biografía extensa de Anthoine en 1988. El título del libro, Feeding the Rat, derivó de la caracterización de Anthoine de su necesidad de aventura como una rata que le remordía.
Se conocía a Anthoine como un escalador cauteloso que valoraba la seguridad, el viaje y la compañía de amigos más que la cumbre. A veces se le criticó ese exceso de cuidado, pero simplemente respondía que "ninguna montaña merece la pena un compañero", y a lo largo de veinte años de expediciones, nunca murió miembro alguno de sus expediciones.
Su última expedición fue un intento en 1988 sobre el monte Everest liderada por Brummie Stokes, que fracasó a la hora de alcanzar la cumbre pero estableció una nueva ruta en la Arista Noreste hasta la conjunción con la Arista Norte. Murió el año siguiente de un tumor cerebral en su casa en Nant Peris.